# Mario Casas

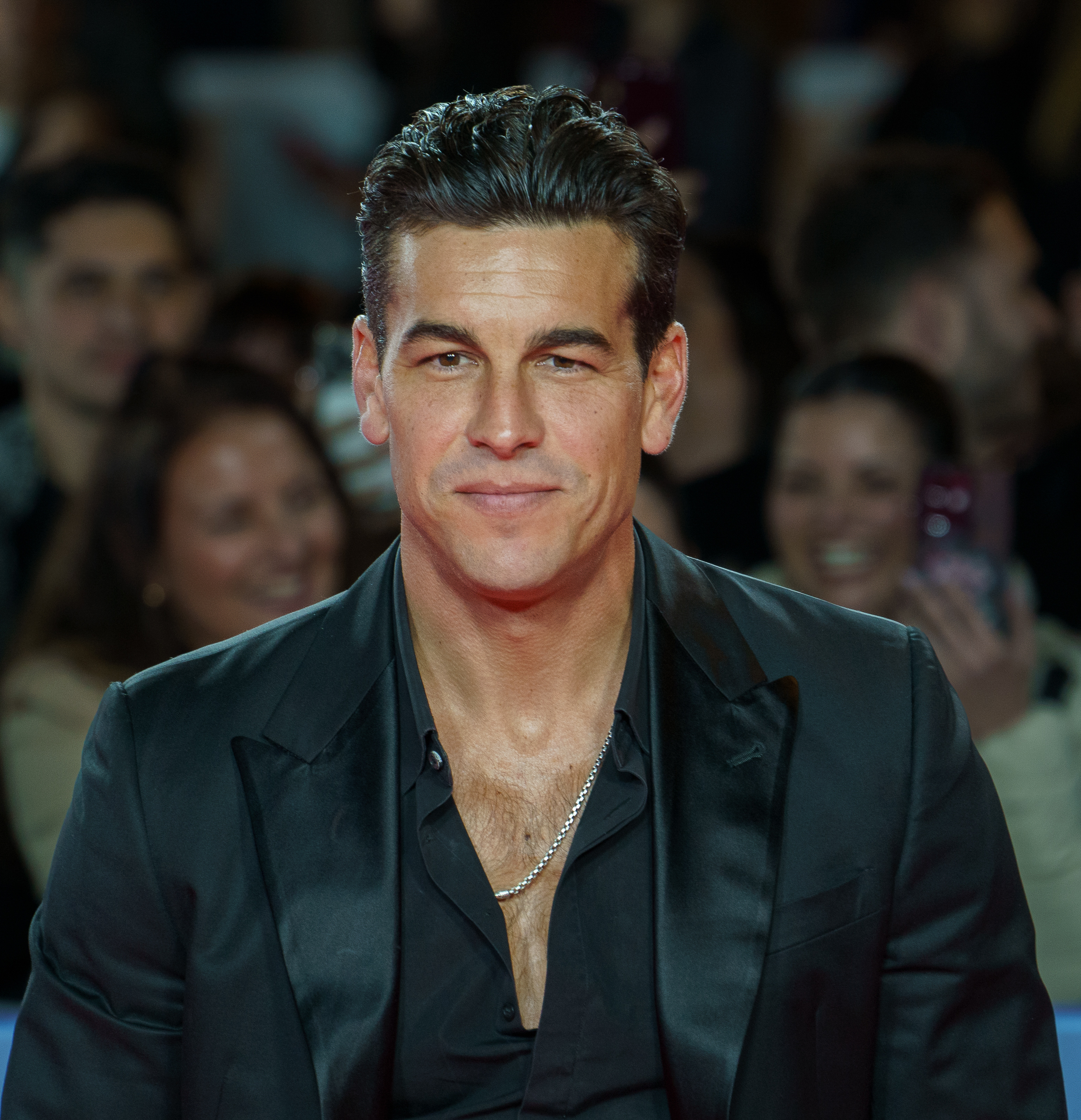
Mario Casas (2025)

Mario Casas Sierra (* 12. Juni 1986 in A Coruña, Provinz A Coruña) ist ein spanischer Schauspieler. Bekannt wurde er durch die Fernsehserien Los hombres de Paco und El barco sowie durch den Spielfilm Drei Meter über dem Himmel und dessen Fortsetzung Ich steh auf dich.

## Leben
Seine Familie zog 1994 von A Coruña nach Barcelona. Mario Casas hat drei jüngere Geschwister. Eigentlich wollte er Polizist, Feuerwehrmann oder Fußballer werden. Schließlich wurde er Schauspieler; dazu hatte er sich an der Cristina Rota School of Dramatic Arts eingeschrieben. 2003 zog er nach Madrid um.
Eine seiner ersten größeren Rollen war die des „Javi“ Lorens in der Telenovela SMS, sin miedo a soñar, in der er von Juli 2006 bis März 2007 zu sehen war. Bekannt geworden ist er ab 2007 durch die Fernsehserie Los hombres de Paco, in der er bis 2010 die Figur Aitor Carrasco verkörperte.
Seinen internationalen Durchbruch hatte er 2010 mit der Hauptrolle des Hugo Olivera Castro „H.O.“ in dem Spielfilm Drei Meter über dem Himmel, der auf dem gleichnamigen Roman von Federico Moccia basiert. In der 2012 erschienenen Fortsetzung Ich steh auf dich war er erneut in der Hauptrolle zu sehen. 2015 gewann er für seine Rolle in der Komödie My Big Night einen Feroz Award.
Im Jahr 2018 übernahm er die Hauptrolle in der Netflix-Koproduktion Francisco Boix – Der Fotograf von Mauthausen. In dem Film der spanischen Regisseurin Mar Targarona verkörperte er den spanisch-katalanischen Fotografen Francisco Boix (1920–1951), der als einer von 7000 Spaniern im Zweiten Weltkrieg von den Nationalsozialisten ins Konzentrationslager Mauthausen deportiert wurde, dort das Grauen fotografisch festhielt und die Negative aus dem Lager schmuggeln konnte. Für diese Rolle verlor Mario Casas nach eigener Aussage rund zwölf Kilo, um seine Interpretation realistisch zu gestalten. 2021 übernahm er die Hauptrolle des Mateo Vidal in der Netflix-Miniserie Kein Friede den Toten. Noch im selben Jahr wurde er für seine Darbietung in dem Thriller Cross the Line – Du sollst nicht töten (2020) mit dem Goya in der Kategorie Bester Hauptdarsteller ausgezeichnet.
Von 2010 bis 2014 führte Mario Casas eine Beziehung mit der Schauspielerin María Valverde, die er bei den Dreharbeiten zu Drei Meter über dem Himmel kennengelernt hatte.

## Filmografie (Auswahl)

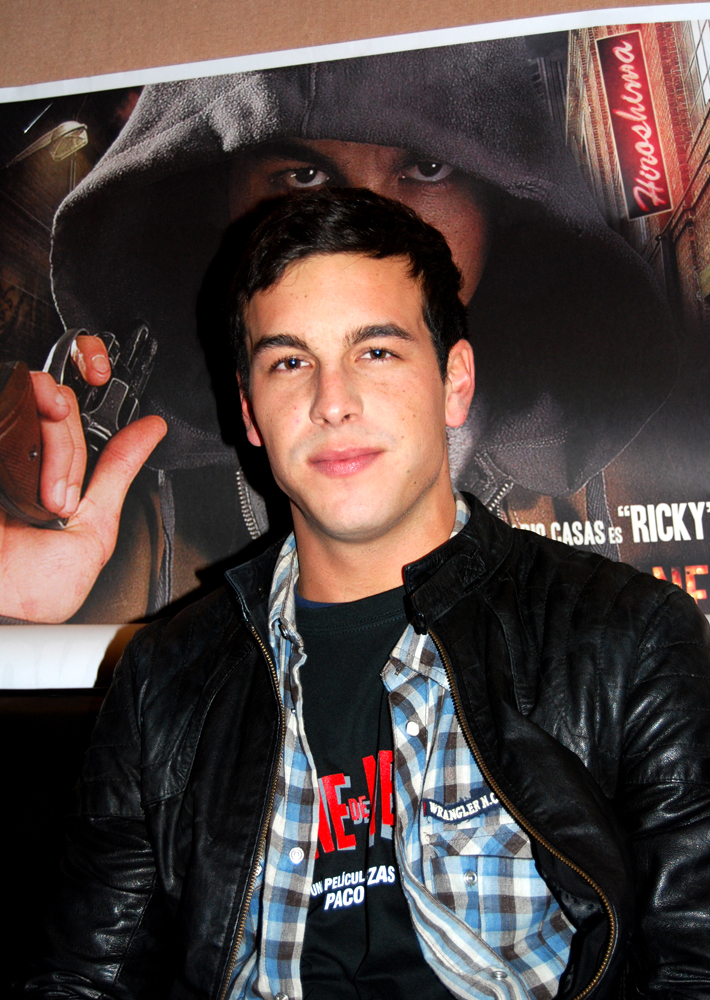
Casas im Jahr 2011

- 2006–2007: SMS, sin miedo a soñar (Fernsehserie, 184 Folgen)
- 2007–2021: Los hombres de Paco (Fernsehserie, 79 Folgen)
- 2009: Sex, Party und Lügen (Mentiras y gordas)
- 2009: La mula
- 2010: Neon Flesh
- 2010: Drei Meter über dem Himmel (Tres metros sobre el cielo)
- 2011–2013: El barco (Fernsehserie, 43 Folgen)
- 2012: Ich steh auf dich (Tengo ganas de ti)
- 2013: Die Hexen von Zugarramurdi (Las brujas de Zugarramurdi)
- 2015: 69 Tage Hoffnung (The 33)
- 2015: My Big Night (Mi gran noche)
- 2015: Eden – Überleben um jeden Preis (Eden)
- 2015: Palmen im Schnee – Eine grenzenlose Liebe (Palmeras en la nieve)
- 2016: Toro – Pfad der Vergeltung (Toro)
- 2016: Der unsichtbare Gast (Contratiempo)
- 2017: El Bar – Frühstück mit Leiche (El bar)
- 2018: Die Haut des Wolfes (Bajo la piel de lobo)
- 2018: Francisco Boix – Der Fotograf von Mauthausen (El fotógrafo de Mauthausen)
- 2019: Instinto (Fernsehserie, acht Folgen)
- 2020: Dein Zuhause gehört mir (Hogar)
- 2020: Der Sanitäter (El practicante)
- 2020: Cross the Line – Du sollst nicht töten (No matarás)
- 2021: Kein Friede den Toten (El inocente) (Fernsehminiserie)
- 2023: Bird Box: Barcelona